# Herpetoichthys
Herpetoichthys – rodzaj ryb promieniopłetwych z podrodziny Ophichthinae w obrębie rodziny żmijakowatych (Ophichthidae).

## Rozmieszczenie geograficzne
H. regius występuje w Oceanie Atlantyckim, a H. fossatus we wschodnim Oceanie Spokojnym.

## Morfologia
Długość ciała do 90 cm; brak danych dotyczących masy ciała.

## Systematyka
Rodzaj zdefiniował w 1856 roku niemiecki paleontolog i przyrodnik Johann Jakob Kaup w artykule poświęconym przeglądowi ryb węgorzokształtnych opublikowanym w czasopiśmie Archiv für Naturgeschichte. Gatunkiem typowym jest (późniejsze oznaczenie) H. regius.

### Etymologia
- Herpetoichthys: gr. ἑρπετον herpeton ‘pełzające zwierzę’ głównie ‘wąż lub gad’; ιχθυς ikhthus ‘ryba’[6].
- Pogonophis: gr. πωγων pōgōn, πωγωνος pōgōnos ‘broda, zarost’[7]; οφις ophis, οφεως opheōs ‘wąż’[8]. Gatunek typowy (oryginalne oznaczenie (również monotypowe)): Pogonophis fossatus Myers & Wade, 1941.

### Podział systematyczny
Do rodzaju należą następujące gatunki:
- Herpetoichthys fossatus (Myers & Wade, 1941)
- Herpetoichthys regius (Richardson, 1848)